# Sido Dadi
Sido Dadi is een bestuurslaag in het regentschap Tanggamus van de provincie Lampung, Indonesië. Sido Dadi telt 1135 inwoners (volkstelling 2010).